# مرد القاضي (ردمان)

تعديل مصدري - تعديل

مرد القاضي هي إحدى قرى عزلة المريه بني مر بمديرية ردمان التابعة لمحافظة البيضاء، بلغ تعداد سكانها 148 نسمة حسب تعداد اليمن لعام 2004.